# Borgo Virgilio
Borgo Virgilio (Borch Vergìli in dialetto mantovano) è un comune italiano di 15 066 abitanti della provincia di Mantova in Lombardia.

## Storia
È stato istituito il 4 febbraio 2014 in seguito alla fusione dei comuni di Borgoforte e Virgilio. Gli abitanti dei due enti, chiamati a esprimersi con referendum popolare consultivo il 1º dicembre 2013, hanno approvato a maggioranza la fusione proposta dai due Consigli comunali. Il nuovo comune è divenuto operativo con la Legge regionale 30 gennaio 2014 - n. 9 pubblicata il 3 febbraio 2014 sul Bollettino Ufficiale della Regione Lombardia.

### Simboli
Lo stemma e il gonfalone del comune di Borgo Virgilio sono stati concessi con decreto del presidente della Repubblica del 25 novembre 2019.
Il gonfalone è un drappo di azzurro.

## Monumenti e luoghi d'interesse

### Architetture religiose
- Chiesa della Natività della Beata Vergine, fu edificata a Cerese tra il 1825 e il 1913 su progetto di Campi Angelo[11].
- Chiesa di San Giorgio Martire, fu costruita a Romanore alla fine del XVIII secolo[12]
- Chiesa di San Celestino Papa, fu edificata nella frazione di Pietole nel 1833 su progetto di Giovanni Battista Vergani[13].
- Chiesa di San Giovanni Battista, la quale è la chiesa parrocchiale nella frazione di Borgoforte.

### Architetture civili
- La Corte Virgiliana è una villa rurale costruita nel territorio della frazione di Pietole tra il sec. XV e l'anno 1875[14]. Fu acquistata dai Gonzaga che affidarono interventi di ristrutturazione all'architetto di corte Antonio Maria Viani.
- Il Monumento a Virgilio è ubicato a Pietole, l'antica Andes latina, luogo di nascita del grande poeta latino. L'opera dello scultore mantovano Agamennone Paganini fu inaugurata da un discorso di Giosuè Carducci nel 1884[15].

### Architetture militari
- Il Forte di Pietole fu costruito nel 1808. Fu il generale francese François de Chasseloup-Laubat, inviato di Napoleone, che lo edificò contemporaneamente a quelli di Belfiore e di San Giorgio a difesa della vicina città di Mantova.
- Il Forte Centrale (Borgoforte) fu costruito dagli Austriaci nel 1859-61 a nord del fiume Po. A forma di ottagono circondato da un fossato, faceva parte della "Testa di Ponte di Borgoforte", a difesa della direttrice Mantova-Verona[16].

## Società

### Evoluzione demografica
Abitanti censiti

### Etnie e minoranze straniere
Al 1º gennaio 2023 i cittadini stranieri erano 1 978, pari al 13,2% della popolazione.

## Cultura

### Musei
- Museo Virgiliano

## Geografia antropica

### Frazioni
Tra le frazioni, Romanore aveva una popolazione di 629 abitanti al 21-10-2001.

## Infrastrutture e trasporti
Borgo Virgilio è attraversato dalla ex strada statale 62 della Cisa e dalla ex strada statale 413 Romana.
Il comune è inoltre servito dalla linea ferroviaria Verona-Modena attraverso la stazione di Romanore.
Le frazioni di Cerese e Cappelletta sono servite dalla linea urbana nº 8 del trasporto pubblico locale della città di Mantova. Tale servizio è affidato all'azienda APAM.

## Amministrazione
A seguito delle elezioni amministrative del maggio 2019 nel Consiglio comunale di Borgo Virgilio si assistette ad un caso di "appoggio esterno", una situazione insolita in comuni con popolazione inferiore ai 15.000 abitanti. Poche settimane dopo l'insediamento, i consiglieri leghisti abbandonarono il gruppo consiliare di maggioranza "Insieme per Borgo Virgilio" e costituirono il gruppo autonomo "Lega per Salvini Premier" appoggiando esternamente la Giunta presieduta dal sindaco Francesco Aporti. Il caso politico si concluse nel luglio 2020 con la nomina, da parte del sindaco Aporti, del capogruppo leghista Nicola Chiribella ad assessore allo sviluppo economico e di conseguenza l'ingresso della Lega nella Giunta comunale. I consiglieri leghisti mantennero comunque il gruppo consiliare autonomo fino al termine del mandato.